# دانشگاه آزاد اسلامی واحد خمینی‌شهر
دانشگاه آزاد اسلامی واحد خمینی‌شهر روز ۲۷ اردیبهشت سال ۱۳۶۷ تأسیس شد و در ابتدا با پذیرش ۶۰۰ نفر دانشجو در رشته‌های تک درس کار خود را آغاز کرد. پس از آن به علت موقعیت ممتاز این واحد دانشگاهی به لحاظ مکانی و قرارداشتن در مجاورت دانشگاه صنعتی اصفهان و نزدیکی مسافت با شهر و دانشگاه‌های اصفهان توانست به سرعت هیئت علمی مجرب و کار آزموده‌ای را جذب و رشته‌های متعددی را که از نظر نیاز جامعه و محتوای علمی دارای پویایی و توجیه منطقی بود، تأسیس نماید.

## دانشجویان
هم اینک این واحد دانشگاه دارای ۱۱۰ رشته تحصیلی در مقاطع کاردانی، کارشناسی و کارشناسی ارشد و دکتری بوده که قریب به ۸٬۰۰۰ دانشجو در آن مشغول به تحصیل می‌باشند و تاکنون نزدیک به ۲۹٬۷۰۰ نفر نیز فارغ‌التحصیل گردیده‌اند. اکثر دانشجویان این دانشگاه در رشته‌های فنی و مهندسی و جمع قابل توجهی نیز در رشته‌های علوم انسانی شاغل به تحصیل هستند. بر این اساس کل دانشجویان دانشگاه در چهار دانشکده فنی و مهندسی و مکانیک و عمران و همچنین در دو دانشکده علوم انسانی و حقوق و اقتصاد جای گرفته‌اند. این دانشگاه دارای ۴۹٬۰۳۶ متر مربع فضای آموزشی و زمینی به مساحت ۷۰ هکتار بوده و علاوه بر دانشکده‌های یادشده، ساختمان‌های متعددی نظیر: مجموعه غذاخوری و سلف سرویس ـ سایت اینترنت ـ خوابگاه دانشجویی برادران ـ مجتمع اداری و کتابخانه مرکزی ـ مجموعه ورزشی و کارگاه‌ها و آزمایشگاه‌ها در آن جای دارد.

## ریاست
پس از تغییرات اعمال شده در هسته دانشگاه آزاد اسلامی پس از فوت اکبر هاشمی رفسنجانی و انتصاب  ولایتی، تغییرات سیاسی در انتخاب ریاست واحدهای دانشگاه‌های آزاد اسلامی در سراسر کشور آغاز گردید. در ادامهٔ این تغییرات مسعود کثیری پس از دوره‌ای کوتاه ریاست بر این واحد به صورت ناگهانی برکنار و مسعود جعفری‌نژاد، که از اعضای حزب موتلفه اسلامی و هم گرایش با علی‌اکبر ولایتی می‌باشد، طی حکمی در تاریخ ۸ اسفند ۱۳۹۶ به عنوان رئیس دانشگاه آزاد اسلامی واحد خمینی‌شهر منصوب گردید.

### رؤسای دانشگاه از بدو تأسیس[۵]
| نام                        | از سال      | تا سال      |
| -------------------------- | ----------- | ----------- |
| محمد خاقانی                | اردیبهشت ۶۷ | اردیبهشت ۷۳ |
| خلیل ملک احمدی (قائم مقام) | اردیبهشت ۷۳ | آذر ۷۵      |
| احمد زمانی                 | آذر ۷۵      | شهریور ۷۸   |
| محمدحسین ایراندوست         | شهریور ۷۸   | مهر ۸۴      |
| سیدمحمود مدنی              | مهر ۸۴      | آذر ۸۶      |
| مهران مجلسی                | آذر ۸۶      | مرداد ۸۸    |
| سیدمحسن خلیفه سلطانی       | مرداد ۸۸    | اسفند ۹۱    |
| مهران مجلسی                | اسفند ۹۱    | مهر ۹۵      |
| مسعود کثیری                | مهر ۹۵      | اسفند ۹۶    |
| مسعود جعفری نژاد           | اسفند ۹۶    | فروردین ۹۸  |
| پیمان داوری دولت آبادی     | فروردین ۹۸  | اسفند ۹۸    |
| فرید نعیمی                 | اسفند ۹۸    | آذر ۱۴۰۰    |
| عبدالرسول مستاجران         | آذر ۱۴۰۰    | اسفند 1401  |
| علی حیدری                  | اسفند 1401  | تا کنون     |

## همایش و پژوهش
دانشگاه آزاد اسلامی واحد خمینی‌شهر در طی سال‌های اخیر در همایش‌های بین‌المللی کشوری، تحقیقات و پژوهش‌های هیئت علمی جایگاه ویژه‌ای را به خود اختصاص داده است. فعالیت‌های علمی در این دانشگاه جایگاه ویژه‌ای دارد. بر این اساس ده انجمن علمی دانشجویی در رشته‌های برق، مهندسی پزشکی، کامپیوتر، مکانیک، اقتصاد، حقوق، مشاوره، مددکاری اجتماعی، عمران، هوافضا و نفت مشغول به فعالیت می‌باشد.
ابداعات و اختراعات استادان و دانشجویان این دانشگاه توانسته است در سطح کشور و جهان رتبه‌های مهمی را به دست آورد که برای نمونه می‌توان از کسب مدال جهانی نقره توسط دو نفر از دانشجویان در ساخت طرح پژوهشی «یکسان‌سازی میکروسکوپی سطوح به روش نفوذی» در سی و سومین نمایشگاه دستاوردها و اختراعات جهانی ژنو در سال میلادی جاری نام برد.
علاوه بر موارد فوق برخی از نهادهای دانشگاه نظیر باشگاه پژوهشگران جوان و هسته‌های علمی تشکل‌های دانشجویی نیز جمع زیادی از دانشجویان علاقه‌مند به فعالیت‌های پژوهشی را گردآوری و گام‌های مؤثری را در راه اعتلای علمی دانشگاه برداشته‌اند.

## دانشکده‌ها
- دانشکده مهندسی مکانیک معماری عمران بایگانی‌شده  در ۸ ژوئن ۲۰۱۹ توسط Wayback Machine
- دانشکده فنی و مهندسی بایگانی‌شده  در ۸ ژوئن ۲۰۱۹ توسط Wayback Machine
- دانشکده حقوق و اقتصاد
- دانشکده علوم انسانی بایگانی‌شده  در ۸ ژوئن ۲۰۱۹ توسط Wayback Machine

## نگارخانه

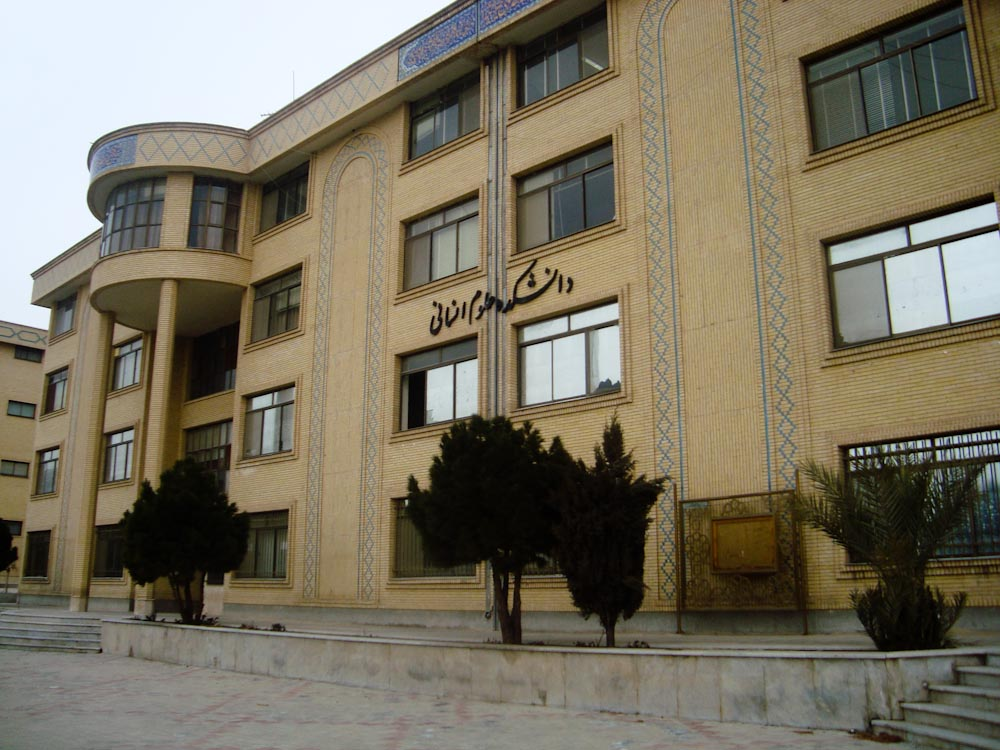
دانشکده علوم انسانی
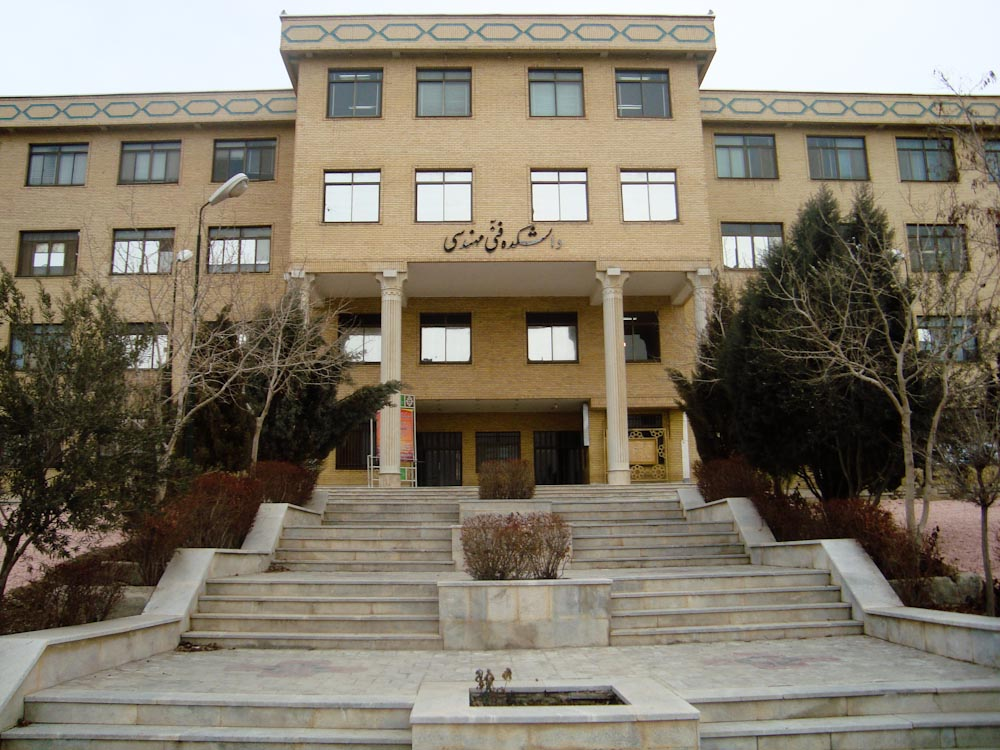
دانشکده فنی مهندسی
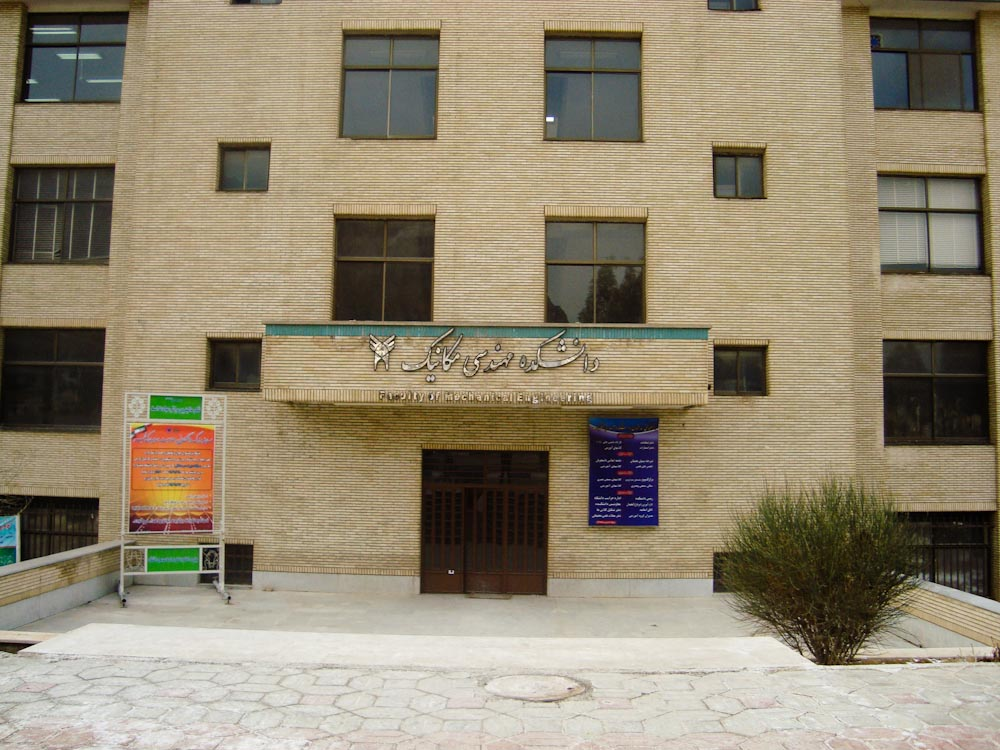
دانشکده مکانیک
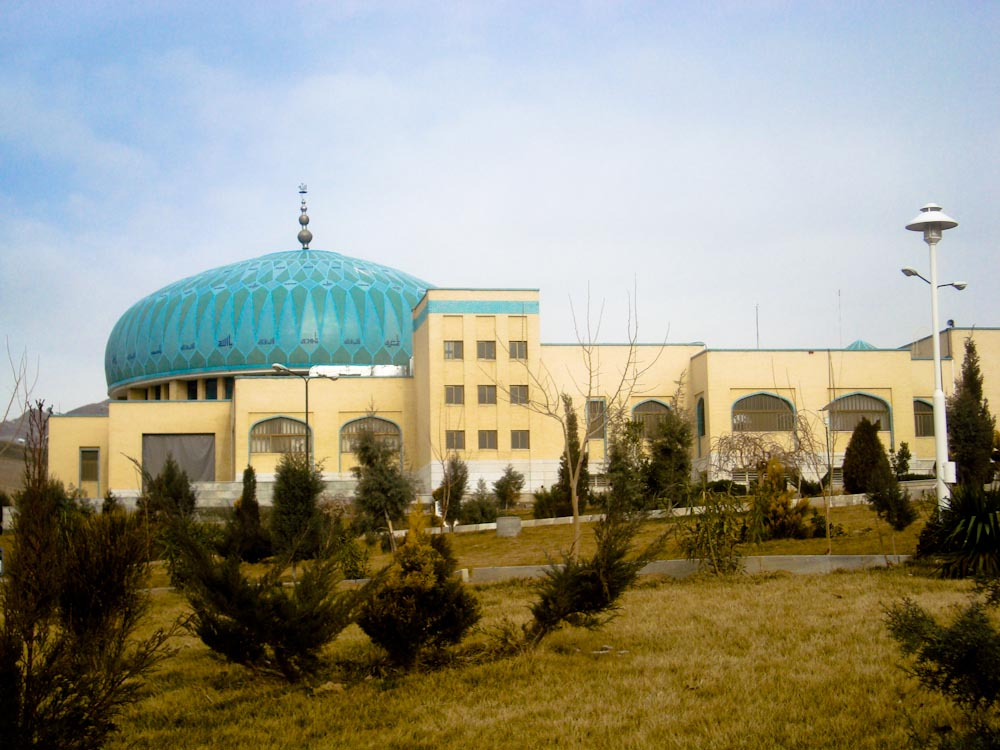
مسجد دانشگاه
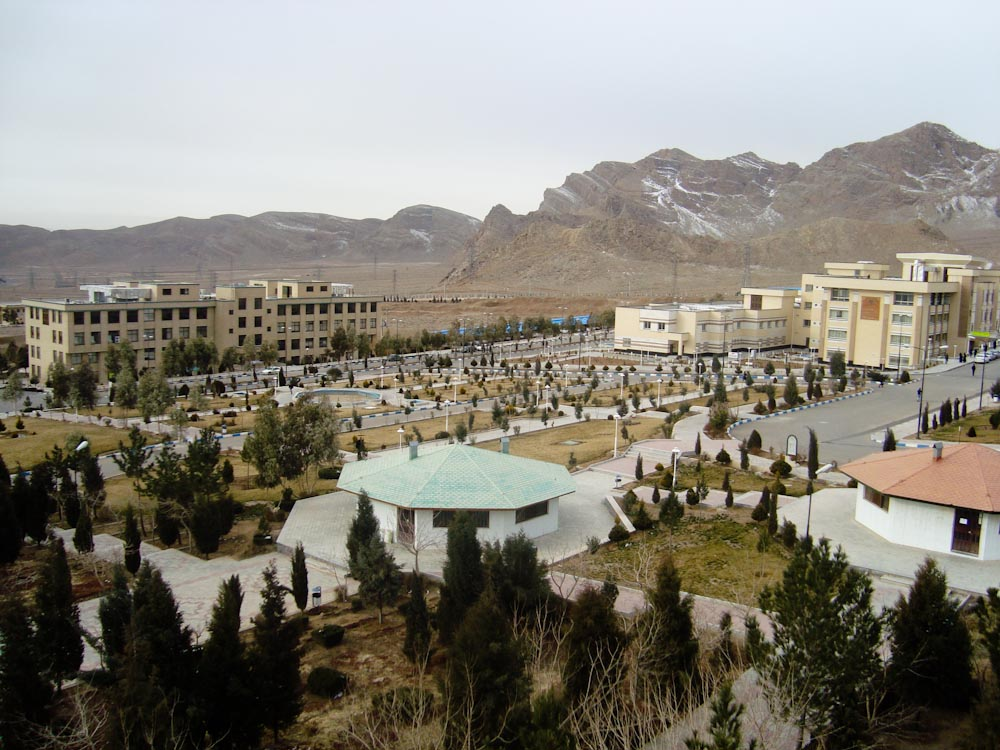
نمایی کلی از دانشگاه